# Hank Williams, Jr.
Randall Hank Williams  (Shreveport, 26 de maio de 1949), mais conhecido como Hank Williams, Jr., é um cantor, compositor e músico estadunidense.
Seu estilo musical é muitas vezes considerado uma mistura de Southern rock, blues e tradicional do Estados Unidos.
É filho do cantor de música country Hank Williams e é pai dos também músicos: Hank Williams III e Holly Williams.

## Discografia
- Your Cheatin' Heart (1964)
- Connie Francis and Hank Williams, Jr. Sing Great Country Favorites (1964)
- Ballads of the Hills and Plains (1965)
- Blues My Name (1965)
- A Time to Sing (1967)
- Songs My Father Left Me (1969)
- Luke the Drifter, Jr. Vol. 2 (1969)
- Live at Cobo Hall (1969)
- After You, Pride's Not Hard to Swallow (1973)
- Hank Williams, Jr. and Friends (1975)
- Family Tradition (1979)
- Whiskey Bent and Hell Bound (1979)
- Habits Old and New (1980)
- Rowdy (1981)
- The Pressure Is On (1981)
- High Notes (1982)
- Strong Stuff (1983)
- Man of Steel (1983)
- Major Moves (1984)
- Five-O (1985)
- Montana Cafe (1986)
- Hank Live (1987)
- Born to Boogie (1987)
- Wild Streak (1988)
- 'Lone Wolf (1990)
- Pure Hank (1991)
- Maverick (1992)
- Out of Left Field (1993)
- Hog Wild (1995)
- A.K.A. Wham Bam Sam]] (1996)
- Three Hanks: Men with Broken Hearts (1996)
- Stormy (1999)
- The Almeria Club Recordings (2002)
- I'm One of You (2003)
- 127 Rose Avenue (2009)
- Old School New Rules (2012)